# Ari Vatanen
Ari Pieti Uolevi Vatanen (Tuupovaara, 27 aprile 1952) è un ex pilota di rally e politico finlandese, vincitore di un mondiale rally nel 1981 e di quattro Rally Dakar. Tra il 1999 e il 2009 è stato europarlamentare, la prima legislatura nelle file del Partito di Coalizione Nazionale e la seconda come deputato dell'Unione per un Movimento Popolare. Il 23 ottobre 2009 perde la sfida alla presidenza della FIA con Jean Todt.
Dopo la carriera rallystica ottenne numerose vittorie nei rally raid (tra cui tre Rally dei Faraoni, oltre alle quattro Dakar) e una Coppa del mondo rally raid.

## Biografia

### Gli inizi

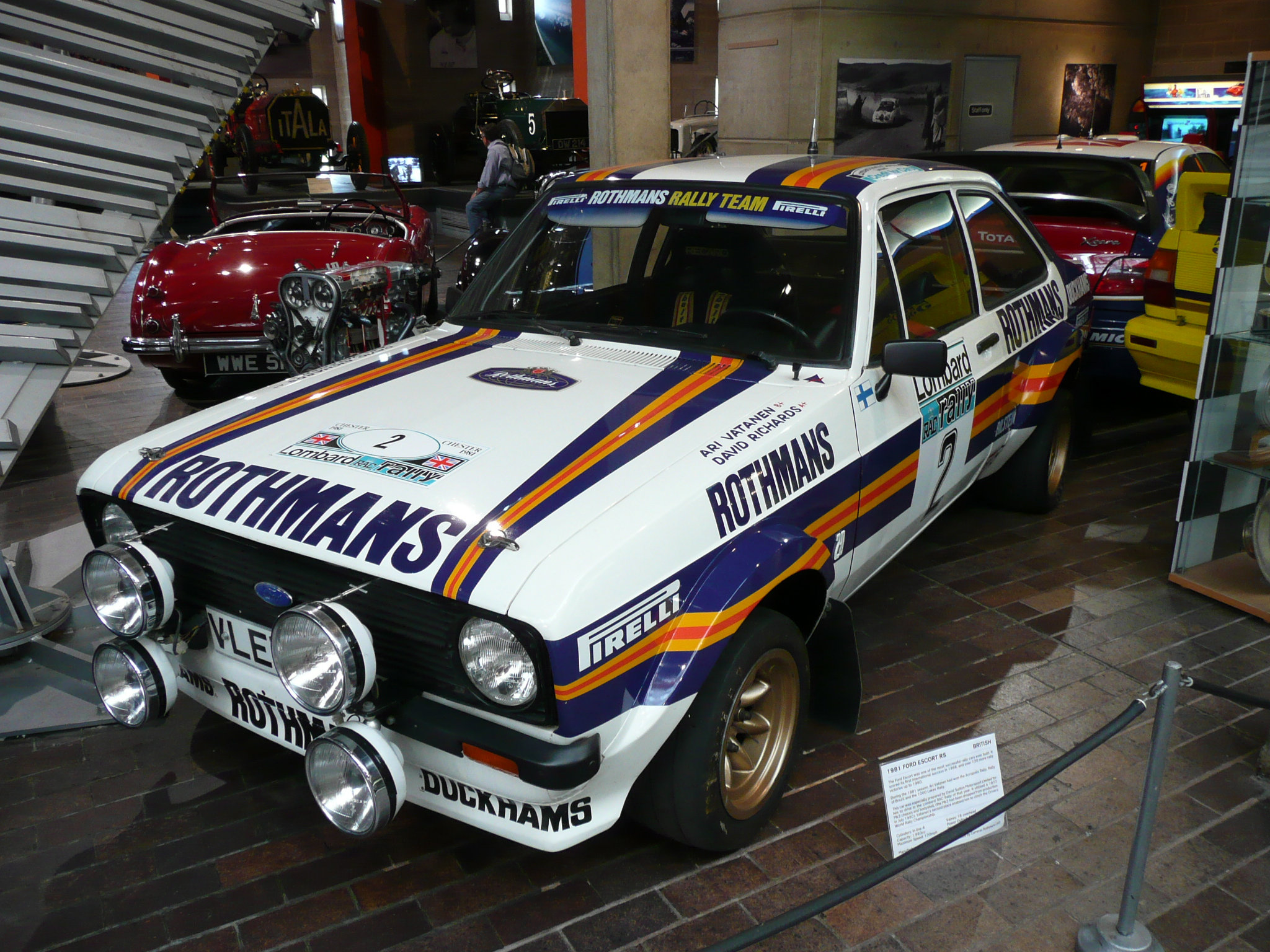
La Ford Escort RS del 1981, vettura campione del mondo guidata da Vatanen.

Vatanen è nato e cresciuto nella Finlandia orientale. Nel 1970 a diciotto anni esordisce da professionista e quattro anni dopo prende parte per la prima volta al Mondiale nel Rally dei 1000 Laghi. Vince il British Rally Championship nel 1976 e nel 1980 con Peter Bryant e David Richards. Nel 1977, è pilota privato della Ford Escort RS1800.
Per la stagione 1979, firma il passaggio alla Rothmans Rally Team. Continuando con un RS1800, ha vinto al suo esordio al Rally dell'Acropoli 1980 ed è diventato Campione del Mondo Rally nel 1981. Dal 1979 fino alla fine del 1981, ha avuto come co-pilota David Richards, che diventerà poi presidente della Prodrive. Nella stagione 1982, Vatanen non riesce a difendere il proprio titolo prendendo parte a sole 3 gare, e nella stagione 1983 è vincitore al Safari Rally al volante di una Opel Ascona.
Nel 1984, Vatanen passa al Team Peugeot con la Peugeot 205 T16. Dal Rally dei 1000 Laghi nel 1984 al Rally di Svezia nel 1985 vince 5 gare consecutive nel mondiale.

### L'incidente

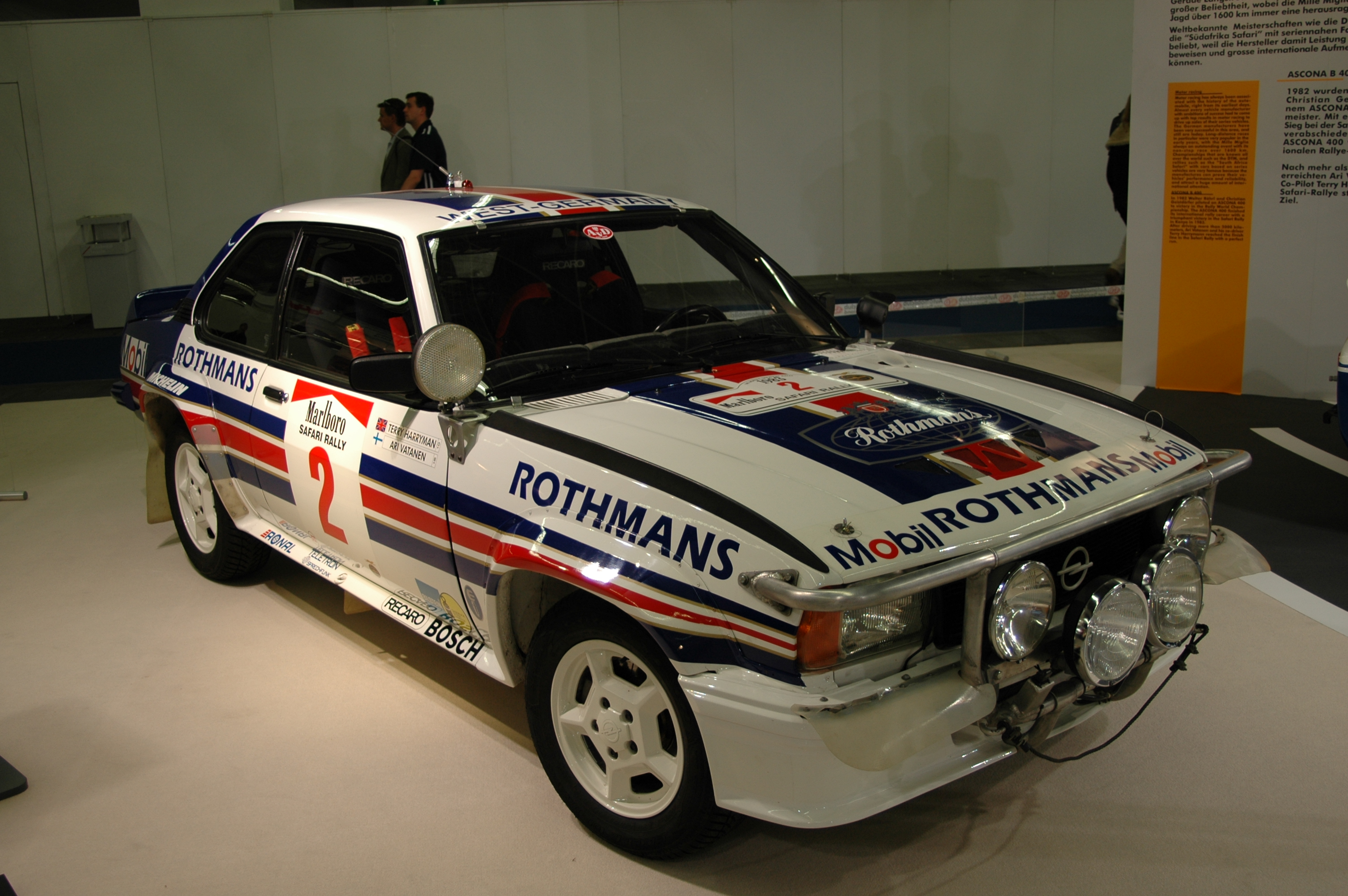
La Opel Ascona 400 di Vatanen.

Vatanen andò molto vicino alla morte dopo un incidente nel 1985 al Rally d'Argentina, a causa dell'eccessiva velocità perse il controllo della vettura e uscì di strada. Il suo copilota riportò solo lievi contusioni, e Ari Vatanen dovette lasciare le gare per più di un anno perché il suo sedile si era rotto e lui era stato scagliato all'interno dell'auto mentre questa rotolava giù per la scarpata. Il recupero durò 18 mesi.

### Il rientro
Dopo la guarigione, partecipò per la prima volta alla Parigi-Dakar cogliendo subito la vittoria con la Peugeot 205 T16 nel 1987. Vatanen vinse questa competizione quattro volte, con la Peugeot nel 1987, 1989 e 1990, e con la Citroën nel 1991. Molto probabilmente avrebbe vinto anche l'edizione del 1988, ma gli venne rubata l'auto proprio quando era il leader della corsa.
Con la Peugeot, Vatanen ha vinto anche la Pikes Peak del 1988, dopo aver smesso di gareggiare nel Campionato Mondiale Rally nel 1986, a causa della scomparsa del Gruppo B, Vatanen rimase alla Peugeot permettendo con l'esperienza tratta dalla sua 205 T16 di creare la 405 T16 con almeno 600 CV (447 kW). Vatanen condusse la propria vettura alla vittoria nella cronoscalata, battendo il primato stabilito l'anno precedente da Rohrl; il suo record rimarrà imbattuto per 7 anni.
I suoi sforzi furono anche immortalati nel pluripremiato cortometraggio Climb Dance.

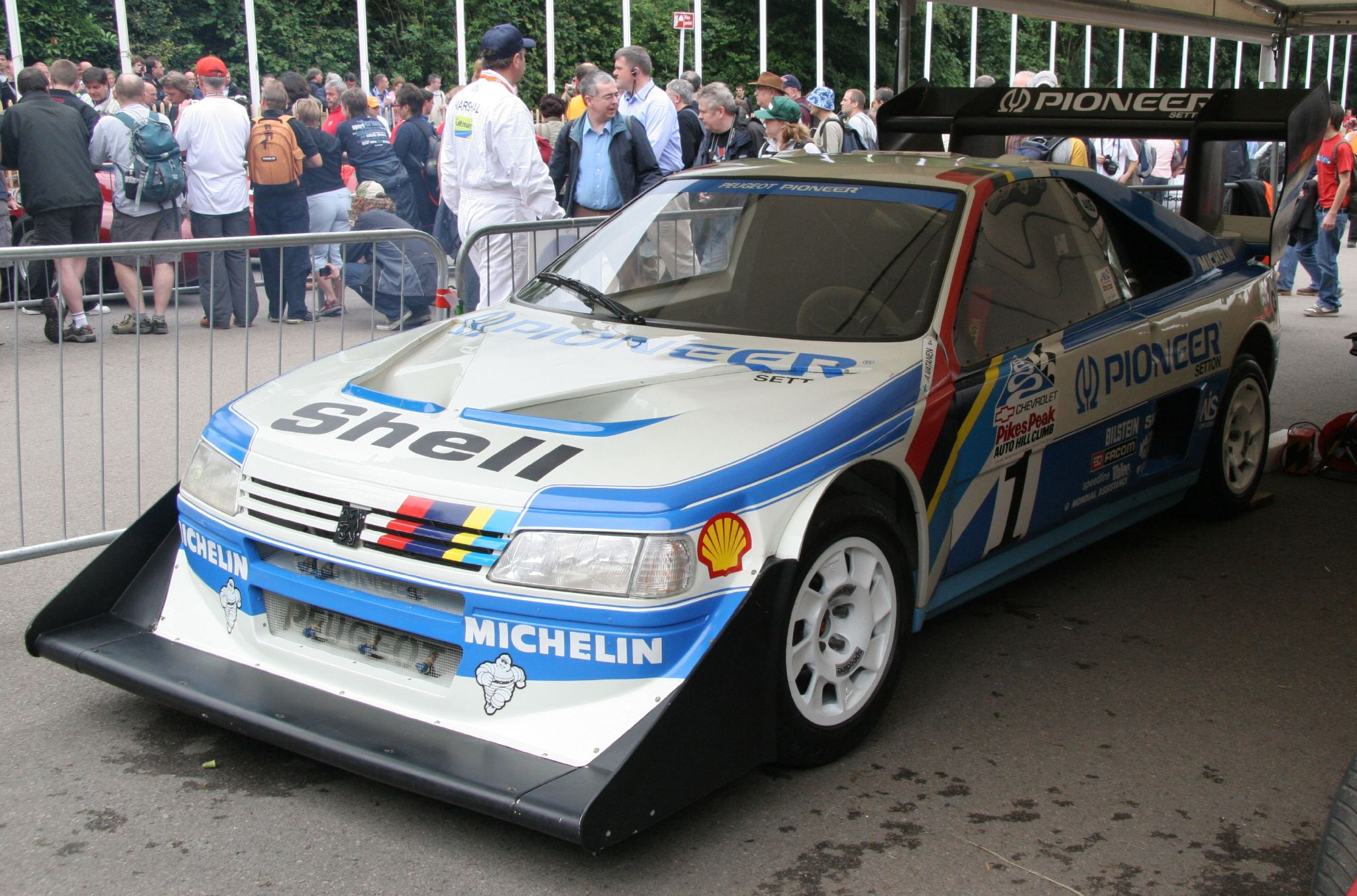
La Peugeot 405 T16 usata per il Pikes Peak.

Vatanen scrisse l'autobiografia Every Second Counts, precisando la sua vita e la sua carriera fino a quel punto. Fu pubblicata nel 1988.

### La seconda parte di carriera e il ritiro
Vatanen ha continuato a gareggiare nel Campionato Mondiale Rally, prendendo parte solo ad alcune gare, fino alla stagione 1998. Ha guidato per la Mitsubishi RALLIART in quattro eventi in Europa nel 1989 e in cinque nel 1990. Il suo miglior risultato con la Mitsubishi Galant VR-4 è stato un secondo nel 1990 Rally dei 1000 Laghi. Dal 1992 al 1993 ha gareggiato per la Subaru in 11 eventi, giungendo secondo per tre volte, anche per l'esordio del primo evento Subaru Impreza in Finlandia. Ha corso successivamente con la Ford Escort finendo sul podio nel 1994 in Argentina e al Safari Rally del 1998; è poi brevemente ritornato alla Subaru per l'ultima gara della stagione al Rally di Gran Bretagna, che segna il suo 100º Rally nel Mondiale.

### Dopo il ritiro
In seguito ai suoi anni di lavoro con un team di rally francese, nel 1993 si stabilì nel sud della Francia dove ha comprato una fattoria e una cantina. Ha sviluppato interesse per la politica e nel 1999 è stato eletto al Parlamento europeo dalla lista del Partito di Coalizione Nazionale finlandese, nonostante abbia continuato a vivere in Francia.
Nel 2004 è stato rieletto, ma questa volta nella lista dei conservatori francesi (Unione per un Movimento Popolare).
La fame di motori non l'aveva abbandonato e nel 2003 corse con la Nissan nella Parigi-Dakar finendo settimo. Ha anche fatto una comparsa nel 2003 al Rally di Finlandia con la Bozian Racing su Peugeot 206 WRC, chiudendo undicesimo. Nel 2004 e nel 2005, Vatanen ha partecipato alla Dakar con la Nissan, e nel 2007 ha fatto un altro tentativo con la Volkswagen.

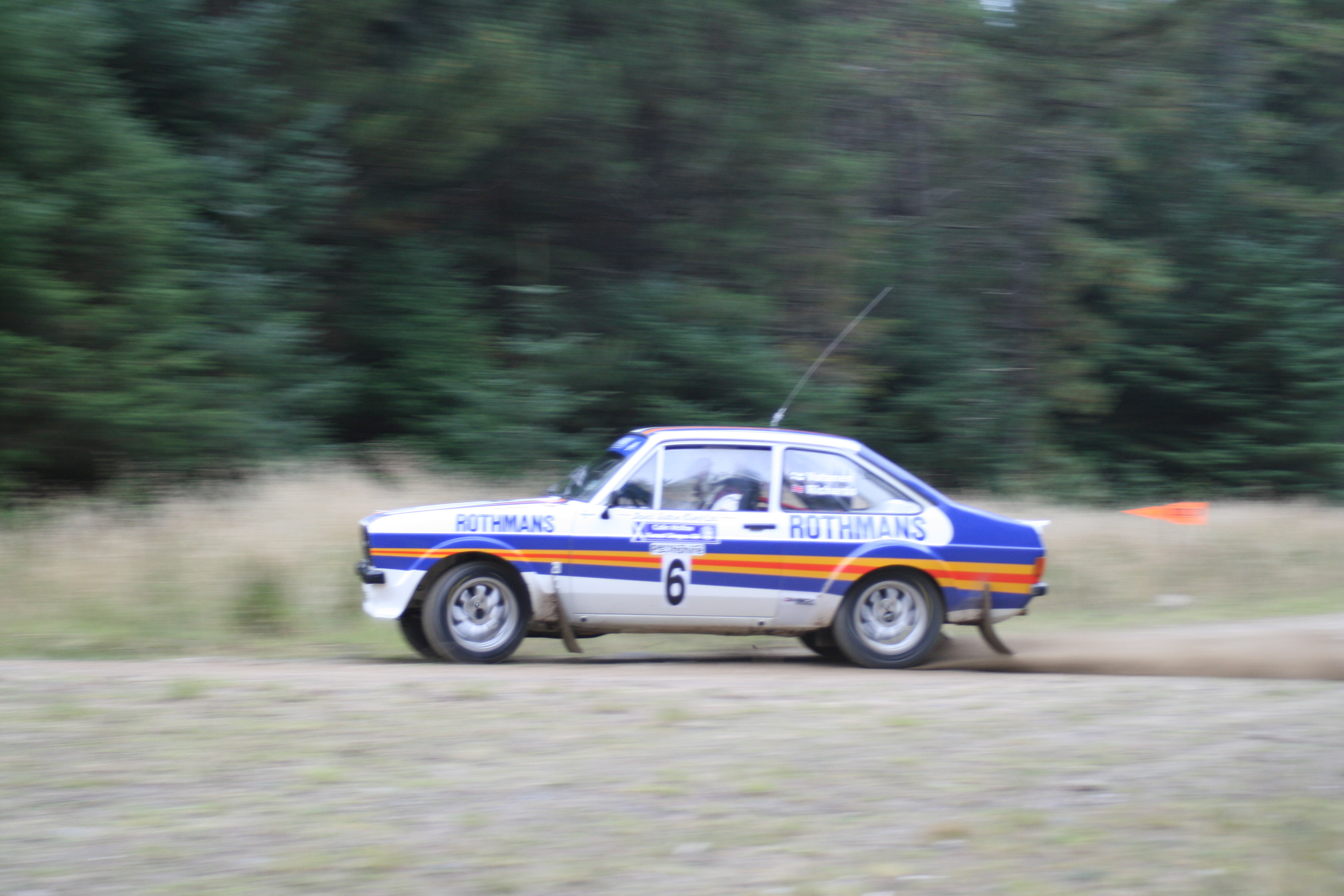
Ari Vatanen durante il Colin McRae Forest Stages Rally.

Nel settembre 2008, Vatanen ha preso parte al Colin McRae Forest Stage Rally, una gara dello Scottish Rally Championship centrato a Perth, in Scozia. Il suo co-pilota è stato ancora una volta David Richards e gareggiato nella stessa Ford Escort RS1800 sponsorizzata Rothmans che ha guidato nel 1981. Era uno di una serie di ex-campioni del mondo a prendere parte alla manifestazione in memoria di McRae, morto nel 2007.

### La presidenza Fia
Il 10 giugno 2009 Vatanen confermò la sua intenzione di succedere a Max Mosley a capo della Fia nell'autunno 2009, con principale avversario l'ex amministratore delegato e direttore delle corse sportive Ferrari, Jean Todt. Ma nell'elezione del 23 ottobre 2009, la maggioranza del Consiglio Mondiale votò per il suo rivale.

## Palmarès

### Principali successi
| Stagione | Campionato                 | Auto                            |
| -------- | -------------------------- | ------------------------------- |
| 1981     | Campionato del mondo rally | Ford Escort RS1800              |
| 1987     | Rally Dakar                | Peugeot 205 Turbo 16 Grand Raid |
| 1988     | Pikes Peak                 | Peugeot 405 Turbo 16 Pikes Peak |
| 1989     | Rally Dakar                | Peugeot 405 Turbo 16 Grand Raid |
| 1990     | Rally Dakar                | Peugeot 405 Turbo 16 Grand Raid |
| 1991     | Rally Dakar                | Peugeot 405 Turbo 16 Grand Raid |

### Rally Dakar
Con 4 successi e 50 vittorie di tappa, detiene il record di vittorie di tappa.
| Anno | Navigatore           | Vettura              | Pos. | Tappe |
| ---- | -------------------- | -------------------- | ---- | ----- |
| 1987 | Bernard Giroux       | Peugeot 205 Turbo 16 | 1º   | 3     |
| 1988 | Bruno Berglund       | Peugeot 405 Turbo 16 | Rit. | 4     |
| 1989 | Bruno Berglund       | Peugeot 405 Turbo 16 | 1º   | 7     |
| 1990 | Bruno Berglund       | Peugeot 405 Turbo 16 | 1º   | 6     |
| 1991 | Bruno Berglund       | Citroën ZX           | 1º   | 5     |
| 1992 | Bruno Berglund       | Citroën ZX           | 5º   | 7     |
| 1993 | Christian Delférrier | Citroën ZX           | 8º   | 2     |
| 1995 | Gilles Picard        | Citroën              | Rit. | 3     |
| 1996 | Gilles Picard        | Citroën              | 4º   | 7     |
| 2003 | Tina Thörner         | Nissan Navara        | 7º   | 4     |
| 2004 | Juha Repo            | Nissan Navara        | Rit. | 1     |
| 2005 | Tiziano Siviero      | Nissan Navara        | 39º  | -     |
| 2007 | Fabrizia Pons        | Volkswagen Touareg   | Rit. | -     |

### Vittorie nel mondiale rally
| #  | Anno | Rally                           | Copilota       | Vettura              |
| -- | ---- | ------------------------------- | -------------- | -------------------- |
| 1  | 1980 | 27º Rally dell'Acropolis        | David Richards | Ford Escort RS1800   |
| 2  | 1981 | 28º Rally dell'Acropolis        | David Richards | Ford Escort RS1800   |
| 3  | 1981 | 3º Marlboro Rally del Brasile   | David Richards | Ford Escort RS1800   |
| 4  | 1981 | 31º Rally dei 1000 Laghi        | David Richards | Ford Escort RS1800   |
| 5  | 1983 | 31º Marlboro Safari Rally       | Terry Harryman | Opel Ascona 400      |
| 6  | 1984 | 34º Rally dei 1000 Laghi        | Terry Harryman | Peugeot 205 Turbo 16 |
| 7  | 1984 | 26º Rally di Sanremo            | Terry Harryman | Peugeot 205 Turbo 16 |
| 8  | 1984 | 33º Lombard RAC Rally           | Terry Harryman | Peugeot 205 Turbo 16 |
| 9  | 1985 | 53º Rally di Montecarlo         | Terry Harryman | Peugeot 205 Turbo 16 |
| 10 | 1985 | 35º International Swedish Rally | Terry Harryman | Peugeot 205 Turbo 16 |

## Risultati nel WRC
| 1974 | Scuderia | Vettura     |  |  |     |  |  |  |  |  |  |  |  |  |  |  |  |  | Punti | Pos. |
| ---- | -------- | ----------- |  |  | --- |  |  |  |  |  |  |  |  |  |  |  |  |  | ----- | ---- |
| 1974 |          | Opel Ascona |  |  | Rit |  |  |  |  |  |  |  |  |  |  |  |  |  | 0     |      |

| 1975 | Scuderia                                                 | Vettura                                            |  |  |  |  |  |  |     |  |  |     |  |  |  |  |  |  | Punti | Pos. |
| ---- | -------------------------------------------------------- | -------------------------------------------------- |  |  |  |  |  |  | --- |  |  | --- |  |  |  |  |  |  | ----- | ---- |
| 1975 | Ford Motor Co. Ltd. e Independent Radio News / Motocraft | Ford Escort RS 1600 MKI e Ford Escort RS 1800 MKII |  |  |  |  |  |  | Rit |  |  | Rit |  |  |  |  |  |  | 0     |      |

| 1976 | Scuderia            | Vettura                  |  |  |  |  |  |  |     |  |  |     |  |  |  |  |  |  | Punti | Pos. |
| ---- | ------------------- | ------------------------ |  |  |  |  |  |  | --- |  |  | --- |  |  |  |  |  |  | ----- | ---- |
| 1976 | Ford Motor Co. Ltd. | Ford Escort RS 1800 MKII |  |  |  |  |  |  | Rit |  |  | Rit |  |  |  |  |  |  | 0     |      |

| 1977 | Scuderia            | Vettura                  |  |  |     |     |   |     |     |     |     |  |     |  |  |  |  |  | Punti | Pos. |
| ---- | ------------------- | ------------------------ |  |  | --- | --- | - | --- | --- | --- | --- |  | --- |  |  |  |  |  | ----- | ---- |
| 1977 | Ford Motor Co. Ltd. | Ford Escort RS 1800 MKII |  |  | Rit | Rit | 2 | Rit | Rit | Rit | Rit |  | Rit |  |  |  |  |  |       |      |

| 1978 | Scuderia                       | Vettura                  |  |   |  |     |  |     |  |  |  |  |    |  |  |  |  |  | Punti | Pos. |
| ---- | ------------------------------ | ------------------------ |  | - |  | --- |  | --- |  |  |  |  | -- |  |  |  |  |  | ----- | ---- |
| 1978 | Ford Motor Co. Ltd. e Marlboro | Ford Escort RS 1800 MKII |  | 5 |  | Rit |  | Rit |  |  |  |  | SQ |  |  |  |  |  |       |      |

| 1979 | Scuderia                                  | Vettura                                          |    |     |     |  |  |   |   |   |  |  |   |  |  |  |  |  | Punti | Pos. |
| ---- | ----------------------------------------- | ------------------------------------------------ | -- | --- | --- |  |  | - | - | - |  |  | - |  |  |  |  |  | ----- | ---- |
| 1979 | Rothmans Rally Team e Ford Motor Co. Ltd. | Ford Fiesta MK1 1600S e Ford Escort RS 1800 MKII | 10 | Rit | Rit |  |  | 3 | 2 | 3 |  |  | 4 |  |  |  |  |  | 50    | 5º   |

| 1980 | Scuderia                              | Vettura                  |     |  |     |  |   |  |   |  |   |  |     |  |  |  |  |  | Punti | Pos. |
| ---- | ------------------------------------- | ------------------------ | --- |  | --- |  | - |  | - |  | - |  | --- |  |  |  |  |  | ----- | ---- |
| 1980 | Publimmo Racing e Rothmans Rally Team | Ford Escort RS 1800 MKII | Rit |  | Rit |  | 1 |  | 2 |  | 2 |  | Rit |  |  |  |  |  | 50    | 4º   |

| 1981 | Scuderia            | Vettura                  |     |   |     |  |  |   |     |   |   |   |   |   |  |  |  |  | Punti | Pos. |
| ---- | ------------------- | ------------------------ | --- | - | --- |  |  | - | --- | - | - | - | - | - |  |  |  |  | ----- | ---- |
| 1981 | Rothmans Rally Team | Ford Escort RS 1800 MKII | Rit | 2 | Rit |  |  | 1 | Rit | 1 | 1 | 7 | 9 | 2 |  |  |  |  | 96    | 1º   |

| 1982 | Scuderia                                                         | Vettura                                    |  |   |  |  |  |  |  |  |     |  |  |     |  |  |  |  | Punti | Pos. |
| ---- | ---------------------------------------------------------------- | ------------------------------------------ |  | - |  |  |  |  |  |  | --- |  |  | --- |  |  |  |  | ----- | ---- |
| 1982 | David Sutton Motorsport, MCD / Mobira e Rothmans Opel Rally Team | Ford Escort RS 1800 MKII e Opel Ascona 400 |  | 2 |  |  |  |  |  |  | Rit |  |  | Rit |  |  |  |  | 15    | 13º  |

| 1983 | Scuderia                 | Vettura                          |   |   |  |   |  |   |  |  |     |     |  |     |  |  |  |  | Punti | Pos. |
| ---- | ------------------------ | -------------------------------- | - | - |  | - |  | - |  |  | --- | --- |  | --- |  |  |  |  | ----- | ---- |
| 1983 | Rothmans Opel Rally Team | Opel Ascona 400 e Opel Manta 400 | 5 | 6 |  | 1 |  | 4 |  |  | Rit | Rit |  | Rit |  |  |  |  | 44    | 6º   |

| 1984 | Scuderia             | Vettura              |  |  |  |  |     |     |  |  |   |   |  |   |  |  |  |  | Punti | Pos. |
| ---- | -------------------- | -------------------- |  |  |  |  | --- | --- |  |  | - | - |  | - |  |  |  |  | ----- | ---- |
| 1984 | Peugeot Talbot Sport | Peugeot 205 Turbo 16 |  |  |  |  | Rit | Rit |  |  | 1 | 1 |  | 1 |  |  |  |  | 60    | 4º   |

| 1985 | Scuderia             | Vettura              |   |   |     |     |     |     |   |     |  |  |  |  |  |  |  |  | Punti | Pos. |
| ---- | -------------------- | -------------------- | - | - | --- | --- | --- | --- | - | --- |  |  |  |  |  |  |  |  | ----- | ---- |
| 1985 | Peugeot Talbot Sport | Peugeot 205 Turbo 16 | 1 | 1 | Rit | Rit | Rit | Rit | 2 | Rit |  |  |  |  |  |  |  |  | 55    | 4º   |

| 1987 | Scuderia                                    | Vettura                                   |  |  |  |    |  |  |  |  |  |   |  |  |  |  |  |  | Punti | Pos. |
| ---- | ------------------------------------------- | ----------------------------------------- |  |  |  | -- |  |  |  |  |  | - |  |  |  |  |  |  | ----- | ---- |
| 1987 | Fuji Heavy Industries e Ford Motor Co. Ltd. | Subaru RX Turbo e Ford Sierra RS Cosworth |  |  |  | 10 |  |  |  |  |  | 2 |  |  |  |  |  |  | 16    | 19º  |

| 1988 | Scuderia                                  | Vettura                             |  |  |  |  |  |  |  |  |  |     |  |  |     |  |  |  | Punti | Pos. |
| ---- | ----------------------------------------- | ----------------------------------- |  |  |  |  |  |  |  |  |  | --- |  |  | --- |  |  |  | ----- | ---- |
| 1988 | Prodrive BMW e Mitsubishi Ralliart Europe | BMW M3 E30 e Mitsubishi Galant VR-4 |  |  |  |  |  |  |  |  |  | Rit |  |  | Rit |  |  |  | 0     |      |

| 1989 | Scuderia                   | Vettura                |  |     |  |  |  |     |  |  |     |  |  |  |   |  |  |  | Punti | Pos. |
| ---- | -------------------------- | ---------------------- |  | --- |  |  |  | --- |  |  | --- |  |  |  | - |  |  |  | ----- | ---- |
| 1989 | Mitsubishi Ralliart Europe | Mitsubishi Galant VR-4 |  | Rit |  |  |  | Rit |  |  | Rit |  |  |  | 5 |  |  |  | 8     | 34º  |

| 1990 | Scuderia                   | Vettura                |     |     |  |  |     |  |  |   |  |  |  |     |  |  |  |  | Punti | Pos. |
| ---- | -------------------------- | ---------------------- | --- | --- |  |  | --- |  |  | - |  |  |  | --- |  |  |  |  | ----- | ---- |
| 1990 | Mitsubishi Ralliart Europe | Mitsubishi Galant VR-4 | Rit | Rit |  |  | Rit |  |  | 2 |  |  |  | Rit |  |  |  |  | 15    | 16º  |

| 1991 | Scuderia                 | Vettura                                        |  |  |  |  |  |  |  |  |   |  |  |  |  |   |  |  | Punti | Pos. |
| ---- | ------------------------ | ---------------------------------------------- |  |  |  |  |  |  |  |  | - |  |  |  |  | - |  |  | ----- | ---- |
| 1991 | Subaru Rally Team Europe | Ford Sierra RS Cosworth 4x4 e Subaru Legacy RS |  |  |  |  |  |  |  |  | 7 |  |  |  |  | 5 |  |  | 12    | 22º  |

| 1992 | Scuderia                 | Vettura          |  |     |  |  |  |     |     |  |   |     |  |  |  |   |  |  | Punti | Pos. |
| ---- | ------------------------ | ---------------- |  | --- |  |  |  | --- | --- |  | - | --- |  |  |  | - |  |  | ----- | ---- |
| 1992 | Subaru Rally Team Europe | Subaru Legacy RS |  | Rit |  |  |  | Rit | Rit |  | 4 | Rit |  |  |  | 2 |  |  | 25    | 11º  |

| 1993 | Scuderia       | Vettura                               |  |  |  |  |  |     |  |     |   |   |  |  |   |  |  |  | Punti | Pos. |
| ---- | -------------- | ------------------------------------- |  |  |  |  |  | --- |  | --- | - | - |  |  | - |  |  |  | ----- | ---- |
| 1993 | 555 Subaru WRT | Subaru Legacy RS e Subaru Impreza 555 |  |  |  |  |  | Rit |  | Rit | 2 | 2 |  |  | 5 |  |  |  | 38    | 7º   |

| 1994 | Scuderia                                     | Vettura                 |  |  |  |  |   |   |     |     |  |   |  |  |  |  |  |  | Punti | Pos. |
| ---- | -------------------------------------------- | ----------------------- |  |  |  |  | - | - | --- | --- |  | - |  |  |  |  |  |  | ----- | ---- |
| 1994 | Ford Motor Co. Ltd. e SMS AG Revo Ingenieure | Ford Escort RS Cosworth |  |  |  |  | 5 | 3 | Rit | Rit |  | 5 |  |  |  |  |  |  | 28    | 9º   |

| 1996 | Scuderia            | Vettura                 |     |  |  |  |  |  |  |  |  |  |  |  |  |  |  |  | Punti | Pos. |
| ---- | ------------------- | ----------------------- | --- |  |  |  |  |  |  |  |  |  |  |  |  |  |  |  | ----- | ---- |
| 1996 | Ford Motor Co. Ltd. | Ford Escort RS Cosworth | Rit |  |  |  |  |  |  |  |  |  |  |  |  |  |  |  | 0     |      |

| 1997 | Scuderia               | Vettura         |  |  |  |  |  |  |  |  |  |  |  |  |  |   |  |  | Punti | Pos. |
| ---- | ---------------------- | --------------- |  |  |  |  |  |  |  |  |  |  |  |  |  | - |  |  | ----- | ---- |
| 1997 | Motorsport Consultancy | Ford Escort WRC |  |  |  |  |  |  |  |  |  |  |  |  |  | 8 |  |  | 0     |      |

| 1998 | Scuderia                             | Vettura                                     |  |  |   |   |  |  |  |  |  |     |  |  |     |  |  |  | Punti | Pos. |
| ---- | ------------------------------------ | ------------------------------------------- |  |  | - | - |  |  |  |  |  | --- |  |  | --- |  |  |  | ----- | ---- |
| 1998 | Ford Motor Co. Ltd. e 555 Subaru WRT | Ford Escort WRC e Subaru Impreza S5 WRC '98 |  |  | 3 | 5 |  |  |  |  |  | Rit |  |  | Rit |  |  |  | 6     | 11º  |

| 2003 | Scuderia      | Vettura         |  |  |  |  |  |  |  |  |    |  |  |  |  |  |  |  | Punti | Pos. |
| ---- | ------------- | --------------- |  |  |  |  |  |  |  |  | -- |  |  |  |  |  |  |  | ----- | ---- |
| 2003 | Bozian Racing | Peugeot 206 WRC |  |  |  |  |  |  |  |  | 11 |  |  |  |  |  |  |  | 0     |      |

| Legenda | 1º posto | 2º posto | 3º posto | A punti | Senza punti | Ritirato | Squalificato | NP=Non partito C=Gara cancellata | Apice=Power stage |